# Dinocryptus apicalis
Dinocryptus apicalis là một loài tò vò trong họ Ichneumonidae.